# Абубакар, Алию
Алию Ауду Абубакар (англ. Aliyu Audu Abubakar; род. 15 июня 1996, Лагос, Лагос) — нигерийский футболист, защитник малайзийского клуба «Негери-Сембилан». Чемпион мира в возрастной категории до 17 лет.

## Карьера
Футбольную карьеру начал в 2014 году в составе клуба «Ашдод». В 2015 году подписал контракт с клубом «Бизертен». В 2017 году играл за грузинский клуб «Дила».
В 2018 году стал игроком финского клуба «ПС Кеми», за который провёл 13 матчей. В 2019 году перешёл в украинский клуб «Олимпик» (Донецк).

## Достижения
Нигерия (до 17)
- Чемпион мира среди юношей: 2013